# Franz Plattner

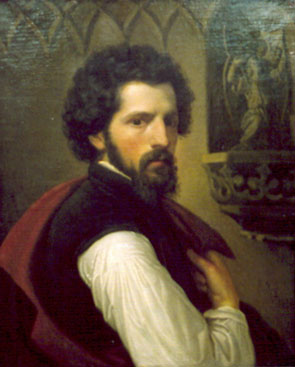
Selbstbildnis, 1852

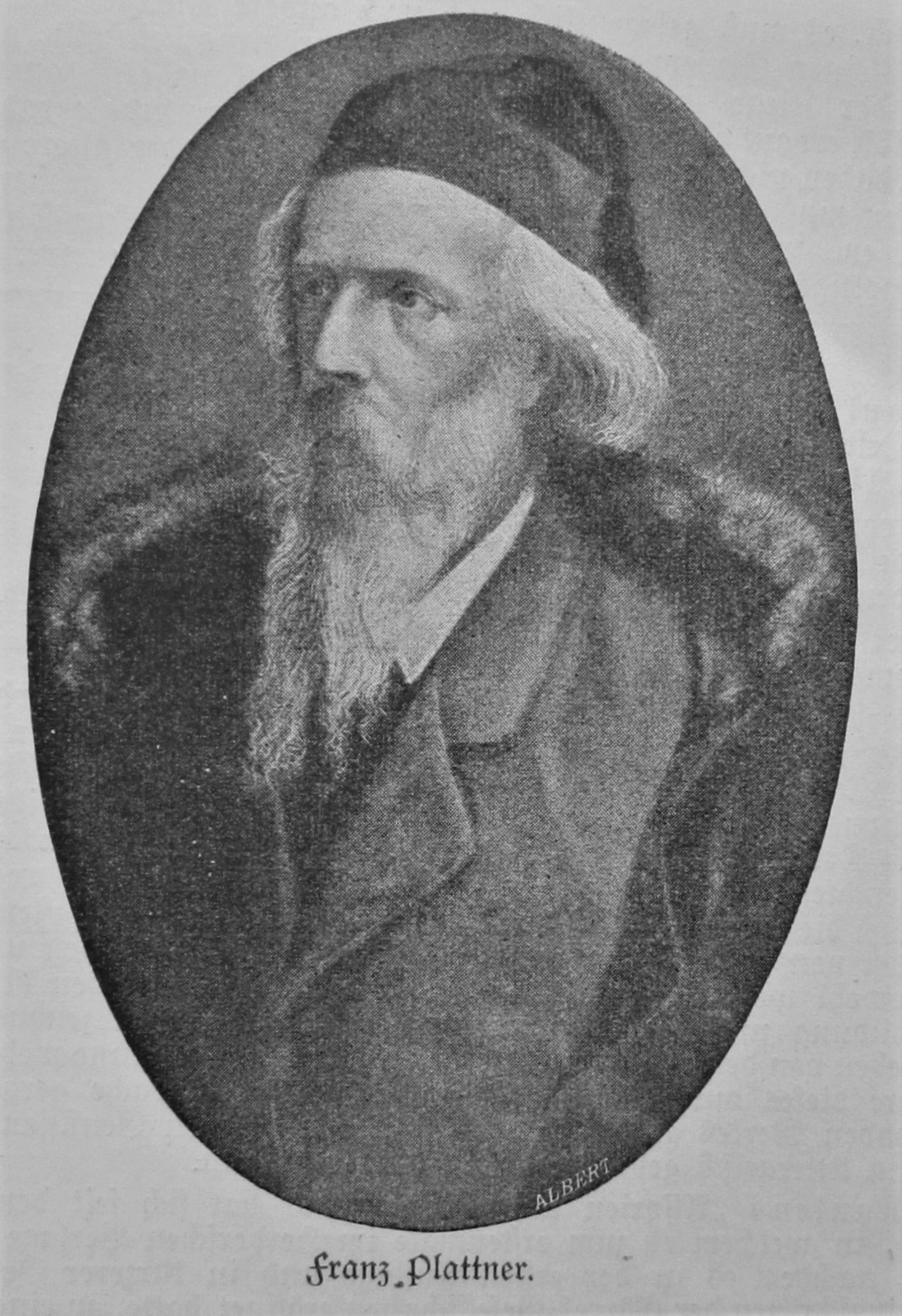
Franz Plattner, Maler, 1826–1887

Franz Plattner (* 13. August 1826 in Zirl, Tirol; † 18. April 1887 in Innsbruck) war ein österreichischer Kirchenmaler.

## Leben und Wirken
Der älteste Sohn des Bauern Joseph Plattner zu Zirl  im Oberinntal arbeitete bis zum 16. Lebensjahr auf dem Hof seines Vaters. Zunächst wurde er vom Pfarrer von Zirl gefördert und erhielt für drei Jahre künstlerischen Unterricht bei dem Krippenmaler Anton Handl in Hötting bei Innsbruck. 1842 wurde er Schüler von Josef Arnold d. Ä.
1845 begann Plattner eine künstlerische Ausbildung an der Akademie in Wien, in die er am 7. Jänner 1846 aufgenommen wurde. Er studierte dort bis zum Sommer 1852 bei Leopold Kupelwieser, Carl Rahl, Carl Mayer und Carl Ritter von Blaas. Während dieser Studienzeit schloss er sich 1848 der Tiroler Studentenkompanie an. Es folgten zwei Jahre an der Kunstakademie in München bei Heinrich Heß und Johann Schraudolph. 1851 gewann er bei einem Wettbewerb ein kaiserliches Stipendium für einen Studienaufenthalt in Rom.
Weitere Lebensstationen sind ein Aufenthalt in Italien im November 1852 und ein Rom-Aufenthalt im Oktober 1853. Im Mai 1855 nahm er am Cervarofest, dem Frühlingsfest der deutschen Künstler in Rom, teil. Im gleichen Jahr erhielt er ein Stipendium des Unterrichtsministeriums. 1857 erhielt er durch kaiserliche Genehmigung ein „außerordentliches Reisestipendium“. Am 8. Juni 1858 wurde Plattner in die Erzbruderschaft vom Campo Santo aufgenommen. Im Juli 1858 heiratete er in Triest die Wienerin Carolina Stoy.
Am 29. März 1859 kehrte Plattner nach Innsbruck zurück. Er wirkte an der 1861 gegründeten Tiroler Glasmalerei und Mosaik Anstalt in Innsbruck und machte sich in der Region fortan einen Namen als Kirchenmaler. Seine Ausmalung der Pfarrkirche Zirl und der Vorhalle der Kapelle des Innsbrucker Westfriedhofs gelten als Hauptwerke der nazarenischen Malerei in Tirol. 1872 wurde ihm die Ehrenmitgliedschaft der Akademischen Verbindung Austria Innsbruck verliehen. 1882 wurde Plattner Gildemeister der in Innsbruck gegründeten „St.-Lucas-Gilde“. Fünf Jahre später, am 18. April 1887, verstarb er in Innsbruck.

## Werke

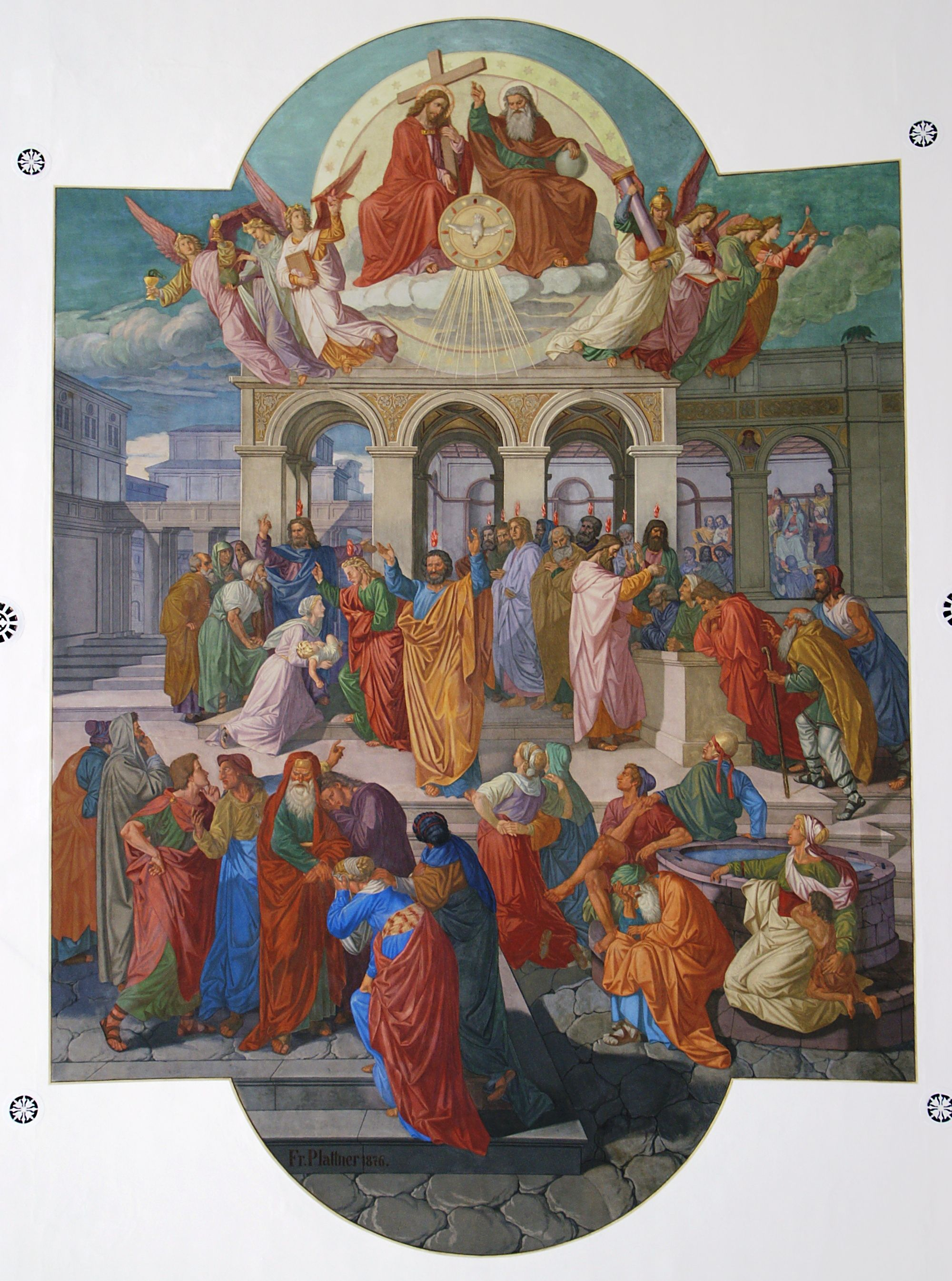
Deckenbild in der Stadtpfarrkirche St. Martin in Dornbirn

Seine bekanntesten Arbeiten und Werke als Kirchenmaler sind:
- Ausmalung der Pfarrkirche Zirl (1860–1874)
- Freskenzyklus in der Vorhalle der Einsegnungskapelle am Innsbrucker Westfriedhof (1863–1874)
- Verschiedene Einzelbilder in Freskotechnik in den Arkaden des Innsbrucker Westfriedhofes
- Ehemaliges Altarbild „Sacra Conversazione“ im Franziskanerkloster Hall in Tirol (1866)
- „Allegorie der Austria“ (1872; die Austria ist eine Studentenverbindung in Innsbruck)
- Deckenbilder der Stadtpfarrkirche St. Martin in Dornbirn (1875–1877)
- An der Chorwand das Bild Kreuzigung in der Pfarrkirche Pill (1878)
- Fresken im Presbyterium der Pfarrkirche in Götzis (1879)
- Ausmalung der Pfarrkirche Jenesien (Kuppelgemälde Te deum laudamus) (1879–1881)
- Fresken in der Briglsche Friedhofskapelle in Girlan (Fraktion von Eppan) (1879–1884)
- Deckenbilder Gertrud, Wendelin und Rochus in der Filialkirche Obermieming (1885)
- Deckenbilder der Wallfahrtskapelle Mariastein (1885)
- Deckenfresko Auferstehung Christi im Chor in der Pfarrkirche Wildermieming (1886)